# Jaime (1999)
Jaime ist ein Filmdrama des portugiesischen Filmregisseurs António-Pedro Vasconcelos aus dem Jahr 1999. Der Film thematisiert Kinderarbeit und Kinderarmut in den Industrieländern.

## Handlung
In einer Bäckerei in Porto stehen frühmorgens Kinder zwischen den Erwachsenen und backen Brot, als ein gellender Schmerzensschrei die Backstube in Aufregung versetzt. Einer der Jungen ist mit der Hand in eine Maschine geraten und der Bäckereibesitzer fährt fluchend mit dem verletzten Jungen ins Krankenhaus. Der kleine Jaime begleitet die beiden und trägt einen Beutel mit Eis und den abgetrennten Fingern des verletzten Jungen. Um Schwierigkeiten mit den Behörden zu vermeiden, entlässt der Chef Jaime kurzerhand.
Der 13-jährige Jaime arbeitete nachts heimlich in der Backstube, in der Überzeugung, so wieder zu einem glücklicheren Leben zu kommen. Er übernimmt danach weitere Aushilfsjobs, erduldet Repressionen von Chefs und anderen Erwachsenen, wird von ihnen tyrannisiert und tyrannisiert selbst andere Kinder und begibt sich selbst immer wieder in Gefahr, um Geld zu verdienen. Denn er kann die Trennung seiner Eltern nicht akzeptieren und will alles unternehmen, um sie wieder zusammenzubringen, und dazu muss der Vater sein Motorrad zurückbekommen, wie er glaubt. Doch ist seine Mutter misstrauisch wegen des Geldes, das er verdient, in der Schule fällt er durch ständige Müdigkeit und Aggression auf, und seinem heruntergekommenen, vom Leben überforderten Vater gelingt es auch nicht, wieder in ein geregeltes Leben zurückzufinden.
Dann versucht Inspektor Coluna das Vertrauen Jaimes zu gewinnen, um die Arbeitgeber dingfest zu machen, die illegal Kinder beschäftigen. Nach und nach gelingt ihm das, dennoch kann Jaime am Ende nicht vollständig zurück in eine heile Welt mit intakter Familie und kleinen Kinderträumen.

## Produktion
Der Film wurde von September bis November 1998 im Großraum Porto gedreht (u. a. im historischen Ribeira-Viertel und in Vila Nova de Gaia) und entstand in Koproduktion der portugiesischen Produktionsfirma Fado Filmes, der luxemburgischen Samsa Film, der brasilianischen VideoFilmes und des portugiesischen Privatfernsehsenders SIC, unter finanzieller Beteiligung der Filmförderung aus Portugal (ICAM, heute ICA), Luxemburg (Fonds National de Soutien à la Production du Grand-Duché de Luxembourg und Service de Médias et de l’Audiovisuel du Luxembourg) und der EU (Eurimages).
Neben der Filmmusik von Alain Jomy kommt im Film auch das Stück Não me Mintas (Portugiesisch für: Belüge mich nicht) des populären Sängers Rui Veloso aus Porto vor, das als zentrales Filmlied fungiert.
Der Film war die vorletzte Filmrolle der Schauspielerin Zita Duarte vor ihrem Tod Anfang 2000.

## Rezeption
Nach einer Vorpremiere am 5. April 1999 im Teatro Rivoli in Porto kam der Film am 9. April 1999 in die portugiesischen Kinos, wo er mit 220.925 Besuchern zu einem enormen Publikumserfolg wurde.
Er lief auf internationalen Filmfestivals, wo er auch prämiert wurde, so beim Filmfestival Cannes 2000 (Preis der CICAE und Cannes Junior-Preis), bei den Caminhos do Cinema Português 2000 (Publikumspreis) und beim Festival Internacional de Cine de San Sebastián 1999 (Jury-Preis), dazu gewann er  bei den Globos de Ouro 2000 in mehreren Kategorien, darunter als Bester Film.
Der Film erschien in Portugal zunächst als VHS-Kassette bei Lusomundo, bevor er 2003 dort als DVD herauskam.